# Почти герои
«Почти герои» (англ. Almost Heroes) — кинофильм 1998 года, в главных ролях снялись Мэттью Перри и Крис Фарли.
Этот фильм стал последней главной ролью Криса Фарли и вышел в прокат спустя 5 месяцев после его смерти.

## Сюжет
В 1804 году по поручению президента США состоялась экспедиция на Дикий Запад во главе с Льюисом и Кларком. Без их ведома была послана другая экспедиция по тому же маршруту, порученная Лесли Эдвардсу (Мэттью Перри). Зная, что ему понадобится человек, хорошо знакомый с теми территориями, Лесли нанимает Бартоломью Ханта (Крис Фарли), неопрятного следопыта, в составе с кучкой неудачников, в числе которой и Гай Фонтенот (Юджин Леви), переводчик, который не говорит ни на одном иностранном языке.
Направляясь в сторону Тихого океана, они сталкиваются с рядом препятствий, таких как дикие медведи, коренные племена, а также группа испанских конкистадоров во главе с идальго (Кевин Данн), пытаясь обойти другую экспедиционную команду.

## В ролях
- Крис Фарли — Бартоломью Хант
- Мэттью Перри — Лесли Эдвардс
- Лиза Барбуша — Шакинна
- Юджин Леви — Гай Фонтенот
- Букем Вудбайн — Джохан
- Дэвид Пекер — Бидвэл
- Кевин Данн — идальго
- Кристиан Клеменсон — отец Джирар
- Гамильтон Кэмп — Прэтт
- Патрик Кроншо — Джексон
- Стивен М. Портер — Хиггинс
- Аарон Галовэй — шериф
- Брэндон Кимбл — Бенд Твиг
- Фрэнк Сальседо — вождь индейцев
- Франклин Ковер — Николас Барр
- Джонатан Джосс — Бент Туиг
- Тим Дикей — новый бармен